# Ад'єктивація
Ад'єктивація (від лат. adjektivum — прикметник) — перехід інших частин мови у прикметник, тобто набуття синтаксичних функцій і категоріального значення прикметника.
Ад'єктивуються:
- дієприкметники: смажене, парене, варене, квашене, солене.
- займенники: будь-який, який-небудь, якийсь.
- фразеологічні сполуки: нічого собі, так собі.
- числівники: один (одна, одне).